# 巡弋狙擊手
《巡弋狙擊手》（英語：Good Kill）是一部2014年由安德魯·尼可編劇及導演的美國剧情片。影片主演伊森·霍克 、 布魯斯·格林伍德 、 柔伊·克拉維茲 、 傑克·阿貝爾和詹紐瑞·瓊斯 。角逐第71屆威尼斯影展金獅獎。
本片還在2014年多倫多國際影展上映部分短片。

## 劇情
湯米·伊根少校是駐紮在內華達州拉斯維加斯附近一座美國空軍基地的軍官。他是前F-16戰機飛行員，已婚，與妻子及兩名子女住在基地外的郊區住宅。他目前的任務是在美國的反恐戰爭中，操作MQ-9收割者偵察機在外國空域進行武裝空襲。他因為沉著冷靜、飛行技術精準、適應力強而受到上級和支援人員的讚賞。私下裡，他對這項任務感到不安——他接受這項工作，是因為上級告訴他戰機飛行員的需求減少，競爭也變得激烈；而擔任無人飛行載具（UAV）操作員的經歷，將有助於他日後爭取重返飛行崗位。
一開始，這項新任務雖然壓力不小，但相對單純。他奉派轟炸目標明確的恐怖分子據點、車輛與設施，地點主要位於阿富汗。他在拉斯維加斯時間的夜間執行白天的空襲任務，白天則用來睡覺與陪伴家人。不過，由於出擊頻率極高——幾乎天天出任務，讓他逐漸身心俱疲。妻子發覺他承受的壓力，他也開始在休假時酗酒。
儘管如此，他的表現依然優異，小隊在中隊中評比為最頂尖之一，因此他在長官命令下被指派執行更具挑戰性的任務，這些任務由中央情報局（CIA）主導。目標區轉移至葉門與索馬利亞等美國並無公開軍事行動的地區。目標也變得愈來愈具有道德爭議性——CIA人員稱之為恐怖組織的群眾聚集地、恐怖份子首腦的藏身之處、或是炸藥工廠等建築物。附帶損害從偶發變成常態。多次情況下，CIA人員下令空襲明顯的平民目標，包括婦女與孩童，並稱這些傷亡是因為恐怖份子使用人肉盾牌所導致的「不幸但必要的代價」。
伊根的表現開始下滑，酗酒情況惡化。他差點因酒駕被捕，開始逃避家庭責任，不願將壓力帶給家人。他曾為一次罕見的監視掩護任務感到興奮，那次任務是為美軍部隊在夜間休息時提供掩護，但他為此違背了對妻子的承諾。在另一場監視任務中，美軍部隊遭遇簡易爆炸裝置攻擊而全數陣亡，伊根無力阻止這起悲劇。壓力最終導致他在家中爆發暴力行為，妻子質問他的工作內容，伊根坦承一切。妻子對此感到震驚，隨後告訴他她決定離開，帶著孩子搬到雷諾，並指責他的酗酒與暴力行為。
最終，伊根精神崩潰。CIA人員下令攻擊一群前來查看先前被炸建築的平民。伊根假裝無人機系統故障，讓這些人逃過一劫。他的長官不得不將他從攻擊職位降調為監視任務。在一次監視任務中，伊根目睹一名曾多次性侵婦女的男子再次靠近受害者住處。情報協調員曾說這名男子是「壞人，但不是『我們的』壞人。」伊根設法讓支援人員離開控制室，然後操作監視用無人機攻擊並殺死該男子。最後，他在未經許可的情況下離開基地，畫面顯示他駕車駛離拉斯維加斯，前往雷諾。
湯米·伊根少校是駐紮在內華達州拉斯维加斯附近空軍基地的美國空軍军官。他是一名前F-16戰隼戰鬥機飛行員，已婚，和老婆及兩個孩子一起住在基地外的郊區的房子裡。他目前的任務包含在外國領空飛行武装MQ-9收割者偵察機無人機，用以支持美國的反恐戰爭。他以沉着的風度、精准的飛行和適應性而受到他的指挥官和後勤人员的欽佩。私下裡，他擔心這項任務，他是在得知空军战斗机飞行员的需求减少和競爭加劇後接受的。他以前的長官告訴他，飛行無人航空載具(UAV) 的巡弋在他的紀錄上看起来不錯，並且會增加他被派回飛行任務的機會。
起初，新任务似乎壓力很大，但相對溫和。他被指派攻擊阿富汗境內更明確的恐怖組織、車輛和設施。他在白天在他的目標上空飛行這些任務，這是在拉斯維加斯的夜間，讓他的白天閒置時間睡覺，並與他的妻子和孩子共度時光。然而，高速任務——他幾乎每天都在攻擊目標——開始產生影響。他的妻子注意到他承受的壓力，他在下班時開始喝酒。
儘管如此，他的表現非常出色，他的船員在中隊中名列前茅，因此，在他的指揮官的命令下，他在中央情報局管制員的指導下被分配到更具挑戰性的任務。其中許多目標位於葉門和索馬利亞，美國在這些地方沒有公認的軍事任務。目標本身在道德上也越來越模棱兩可：中央情報局管制員稱其為恐怖分子牢房的人群，管制員稱公共建築是高級恐怖分子領導人的睡覺地點或製造炸藥的工廠。附帶損害從罕見的事件變成了常規事件。好幾次，中央情報局管制員下令襲擊明顯的平民目標——包括婦女和兒童——將這些傷亡描述為不幸的，但恐怖分子領導人將他們當作人肉盾牌。
伊根的表現下降，酗酒加劇。他險些避免因酒駕被捕，並開始回避家庭承諾，不想將自己承受的壓力強加給妻子。他喜歡一項罕見的監視任務，在美軍睡覺時保護他們，但為了執行任務，他必須違背對妻子的承諾。在另一個守望任務中，部隊被伊根無法保護的簡易爆炸裝置殺死。在家裡因壓力引起的暴力事件後，伊根的妻子要求瞭解伊根的工作細節，伊根告訴了她。她看起來很震驚。不久之後，她說她要離開他，帶孩子們去內華達州里諾市，指責他酗酒和暴力行為。
最後，伊根崩潰了。他的中央情報局控制員下令對一小群平民進行襲擊，以應對伊根先前摧毀的建築物的爆炸。伊根沒有服從命令，而是類比了無人機控制系統中的故障，目標逃跑了。他的指揮官別無選擇，只能將他從攻擊角色降級為監視角色。在執行監視任務時，伊根注意到一名男子接近她家時曾多次目睹該男子強姦一名婦女。他的任務情報協調員此前曾將這個人描述為“一個壞人”。但不是我們的壞人。”伊根密謀讓他的支援人員休息一下，然後使用監視無人機攻擊並殺死強姦犯。然後他在沒有命令的情況下離開了基地，人們看到他開車從拉斯維加斯駛向雷諾。

## 演員
- 伊森·霍克飾演 湯米·伊根少校
- 詹紐瑞·瓊斯飾演 莫莉·伊根
- 柔伊·克拉維茲飾演 蘇亞雷斯
- 傑克·阿貝爾飾演 任務情報員 (MIC) 喬·齊默
- 布魯斯·格林伍德飾演 傑克·约翰斯中校
- 彼得·柯尤特飾演“蘭利” （中央情报局控制员配音）
- 瑞恩·蒙塔諾 飾演 飛行員 羅伊·卡洛斯
- 迪倫·肯寧 飾演 埃德克里斯蒂 上尉

## 評價
《巡弋狙擊手》獲得了不錯的評價。截至2020年六月 ，這部電影在評論網站Metacritic上獲得了 63分（满分 100分），基于33 評論家，表明“普遍好评”。這部電影在爛番茄上獲得了 75% 的支持率，基于124 評論家，平均評分為 6.38 分（滿分 10 分）。該網站的評論家一致認為：“發人深省，及時，並以伊桑霍克的出色表演為基礎， 《巡弋狙擊手》是一部受良心譴責的現代戰爭電影”。

## 外部連結
- 互联网电影数据库（IMDb）上《巡弋狙擊手》的资料（英文）
- Box Office Mojo上《巡弋狙擊手》的資料（英文）
- Metacritic上《巡弋狙擊手》的資料（英文）
- 爛番茄上《巡弋狙擊手》的資料（英文）